# Gimnasio Santaneco
El Gimnasio Santaneco (llamado Gimanasio de Baloncesto Profesor "Ernesto David Vega Mojica") es uno de los principales lugares deportivos de la ciudad de Santa Ana, El Salvador. Dispone de una cancha de baloncesto, rodeada de graderías y totalmente techado; siendo el lugar principal donde se pone en practica este deporte en la localidad.